# Eriosyce curvispina
Eriosyce curvispina là một loài thực vật có hoa trong họ Cactaceae. Loài này được (Bertero ex Colla) Katt. mô tả khoa học đầu tiên năm 1994.

## Hình ảnh

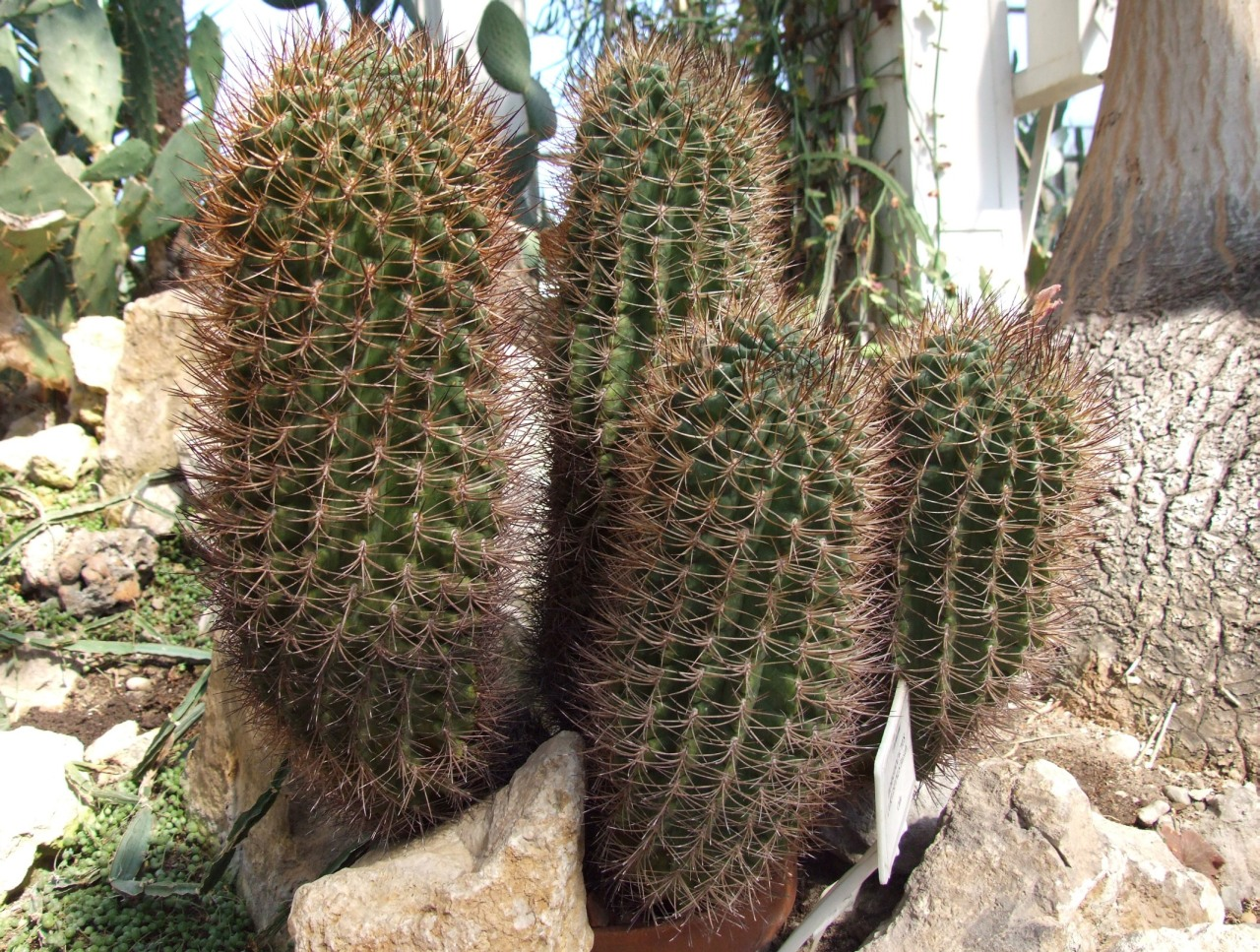
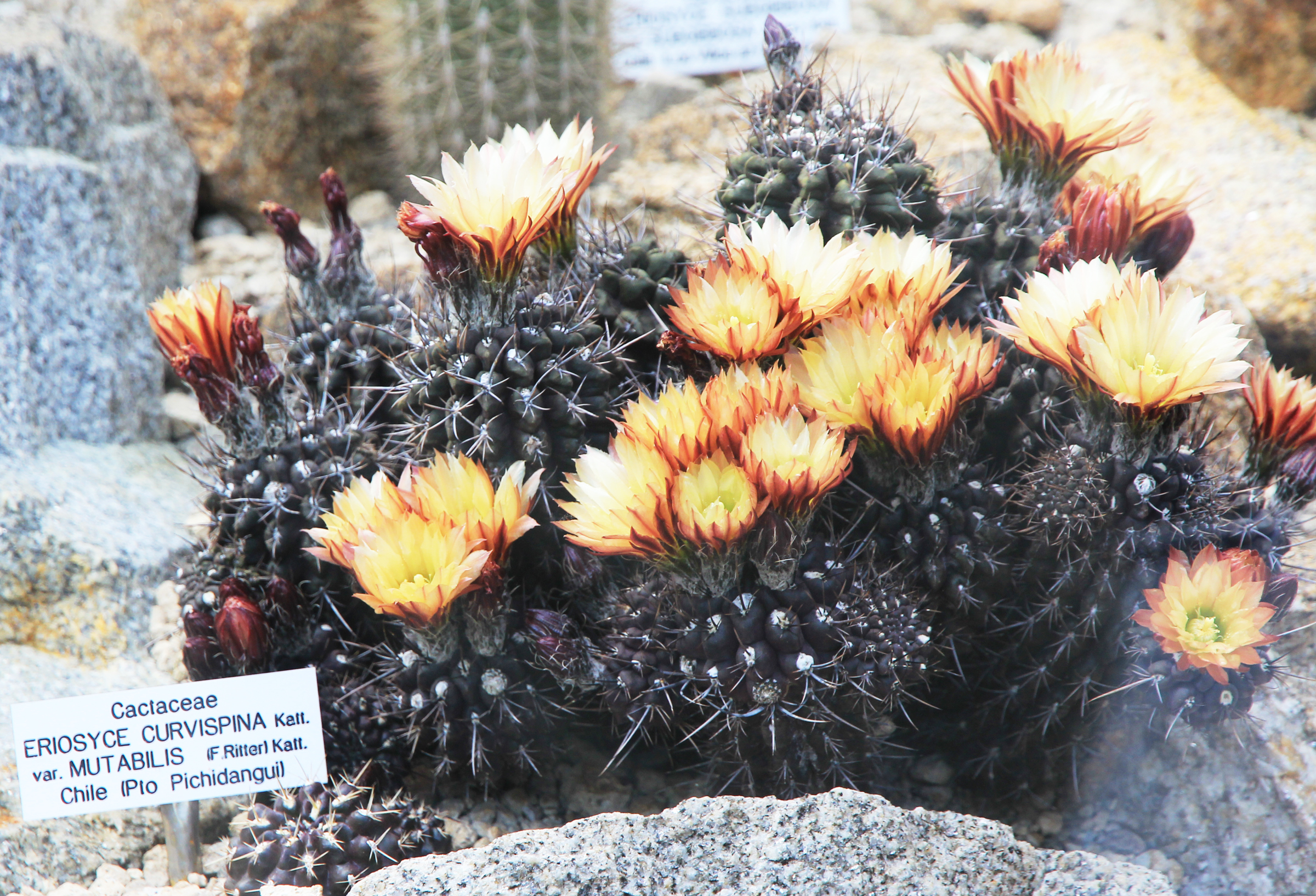